# 会昌の廃仏
会昌の廃仏（かいしょうのはいぶつ/えしょうのはいぶつ）は、中国唐の武宗期に行われた廃仏事件。また、仏教と共に、長安を中心に盛んであった「唐代三夷教」（マニ教・ゾロアスター教・ネストリウス派キリスト教）も排斥された。「会昌」は、その時の年号。中国史上の対仏教弾圧である三武一宗の廃仏の1つであり、第3回目に当たる。

## 概要
開成5年（840年）に即位した武宗は道教に傾斜して宮中に道士を入れ、道教保護の一方で教団が肥大化していた仏教や、景教などの外来宗教に対する弾圧を行なう。『旧唐書』・『資治通鑑』など史書の記録に拠れば、弾圧は会昌5年（845年）4月から8月まで行われ、7月には武宗によって詔（『全唐文』巻76では「毀仏寺勒僧尼還俗制」という表題を付す）が下され、寺院4,600ヶ所余り、招提・蘭若40,000ヶ所余りが廃止され、還俗させられた僧尼は260,500人、没収寺田は数千万頃、寺の奴婢を民に編入した数が150,000人という。
日本の留学僧で、事件に遭遇した円仁（794年-864年）の旅行記『入唐求法巡礼行記』によれば、弾圧は会昌5年以前から始まっており、宮中では会昌2年（842年）に宰相李徳裕が強大化し続けている僧院の管理を提言し、私度僧や年少僧の追放令が出される。会昌3年（843年）に仏教保護者であった宦官の仇士良が死去し、長安では寺院からの僧尼の外出禁止令、城内での還俗などが行なわれており、円仁ら外国僧も外出制限を受けている。また、モンゴル高原のウイグル、チベットの吐蕃などの分裂が起こっており、対外勢力の動揺も弾圧を後押ししたと考えられている。
武宗は、会昌6年（846年）に丹薬の飲み過ぎで体調を崩し33歳で崩御し、弾圧は収束する。
三武一宗の法難中最大であり、徹底されていたこの廃仏においても、長安・洛陽の二京には4ヶ寺を残し、各州の州都にも1寺ずつ残している。州の場合、大中小の3等級によって、各20人・10人・5人の僧を残した。その他、武宗の権威が及ばないいわゆる河朔三鎮の節度使の支配地域では、節度使たちが熱心な仏教信者であったこともあって、廃仏が行なわれることはなかったという。
なお、近年では荘園の没収や仏像・仏具などを溶解して貨幣の発行を行った事など、当時の経済・財政面との関連性も研究されている。